# Font de Jepo
La Font de Jepo és una font situada a 968 metres d'altitud del poble de Rivert, pertanyent al municipi de Conca de Dalt, al Pallars Jussà. Antigament pertanyia al terme de Toralla i Serradell.
És al nord-est de Rivert, a la llera del barranc del Barri, al vessant nord-oest del Serrat des Broncalars, a llevant de Pui Redon.